# آریوس
آریوس (۲۵۰/۲۵۶ – ۳۳۶ ب. م در اسکندریه) آریوس اسکندرانی از پدران اولیه کلیسا بود. وی بر این نظر بود که عیسی مسیح دارای مقام الوهیت نبوده و در مقامی پایین‌تر از خداوند قرار دارد. به عبارت دیگر پسر و پدر در الوهیت با یکدیگر مشترک نیستند و پسر دون پدر است که این دیدگاه به آریانیسم مشهور است. او عیسی مسیح را خلق اول خداوند می‌دانست. به هر صورت در آن زمان و پس از آن او طرفداران زیادی را به‌دست‌آورد. دیدگاه آریوس در اولین شورای نیقیه با آنکه طرفدارانی داشت، (حدود ۲۲ نفر) رای نیاورد و به عنوان یک عقیده کفرآمیز شناخته شد، که منجر به تهیه اعتقادنامه نیقیه گردید.

## اعتقادات آریوس در مورد کلمه
آریوس در مورد عیسی مسیح، کلمه و لوگوس (در فصل اول انجیل یوحنا) چنین اعتقادی داشت:
1. کلمه و پدر دارای ماهیت واحد نیستند.
2. کلمه موجودی مخلوق است.
3. تمام عالم از طریق او خلق شده‌است و لذا پیش از عالم و زمان او بوده‌است.
4. آغازی بوده‌است (آریوس از کلمه زمان استفاده نکرده‌است) که کلمه وجود نداشت. پیش از آنکه از پدر منشعب گردد.

## مرگ
گفته می‌شود که آریوس در سال ۳۳۶ میلادی به طرز عجیبی درگذشت به گونه‌ای که ناگهان کبد، طحال و بخشی از روده خود را بالا آورد. عده زیادی از پدران کلیسا مرگ او را معجزه ای به دلیل اعتقادات الحادی او خواندند. برخی مطالعات محققان، مرگ او را ناشی از مسمومیتش توسط مخالفینش می‌دانند.
مدت‌ها قبل از قرن پنجم، نویسندگان مسیحی ابزار مشترکی را که قبلاً در میان مورخان باستان مورد استفاده قرار می‌گرفت، به کار گرفته بودند: روایت کردن مرگ کثیف و نفرت‌آور برای شروران، چه در اثر بی‌اختیاری روده یا آلودگی دستگاه تناسلی به کرم، یا هر دوی آن. برای مثال، لاکتانتیوس، نویسنده مسیحی اوایل قرن چهارم، این استعاره را به سطح یک رمان ارتقا داد، رساله‌اش درباره مرگ‌های آزاردهندگان داستان‌های پشت سر هم دربارهٔ عاقبت بد کسانی که «دشمن خدا» بودند، ارائه می‌کرد.